# Cacicus chrysopterus
Cacicus chrysopterus е вид птица от семейство Трупиалови.

## Разпространение
Видът е разпространен в Аржентина, Боливия, Бразилия, Парагвай и Уругвай.